# Quercus chapensis
Quercus chapensis és una espècie de roure que pertany a la família de les fagàcies i està dins del subgènere Cyclobalanopsis, del gènere Quercus.

## Descripció
Quercus chapensis és un arbre de fins a 20 m d'alçada. Les branques estan sulcades, velloses o glabres quan son joves, lenticel·lades; les lenticel·les són de color marró grisenc, oblongues. El pecíol de 1-2,5 cm, glabrós; les fulles són oblongoel·líptiques a lanceolades, de 9-20 × 2-4 (-5) cm, coriàcies a gruixudes com el paper, glabrescents, base àmpliament cuneada a subarrodonida, marge apical 2/3 serrulat, àpex acuminat; venes mitjanes i venes secundàries abaxialment prominents, adaxialment lleugerament elevades; venes secundàries 15-20 a cada costat de la vena central; les venes terciàries abaxialment apareixen de manera anormal. La cúpula és en forma de plat, 5-12 mm × 2.5-3.5 cm, que cobreix la base de la gla, exterior lleugerament tomentosa de color marró ataronjat, a dins de marró serós ataronjat, paret de 3-5 mm de gruix; bràctees en 6-9 anells, marge dentat.
Les glans són planes, 1-2,2 × 1,5-2,7 cm, glabres o bàsicament piloses, de base plana, l'àpex és arrodonida a lleugerament deprimida; cicatriu d'uns 15 mm de diàmetre, plana o deprimida; té estils d'uns 3 mm de diàmetre, umbonat. Els seus fruits fructifiquen entre els mesos d'octubre i desembre.

## Distribució i hàbitat
Quercus chapensis creix al sud i sud-est de la província xinesa de Yunnan i al Vietnam, als boscos humits de fulla ampla perenne a les valls muntanyenques entre els 1300 i 2000 m.

## Taxonomia
Quercus chapensis va ser descrita per Hickel i A.Camus i publicat a Bulletin du Muséum National d'Histoire Naturelle 29(8): 598. 1923.
Etimologia
Quercus: nom genèric del llatí que designava igualment al roure i a l'alzina.
chapensis: epítet